# Darvel
Darvel o Dervel (escocés: Dairvel, en gaélico escocés: Darbhail) es una pequeña ciudad del este de Ayrshire, Escocia. Está en el extremo oriental del valle de Irvine y también se la denomina "The Lang Toon" (en inglés: the Long Town: la Ciudad Larga).
El lema de la ciudad en latín es No sibi sed cunctis, que significa "No para nosotros, sino para otros".

## Ubicación

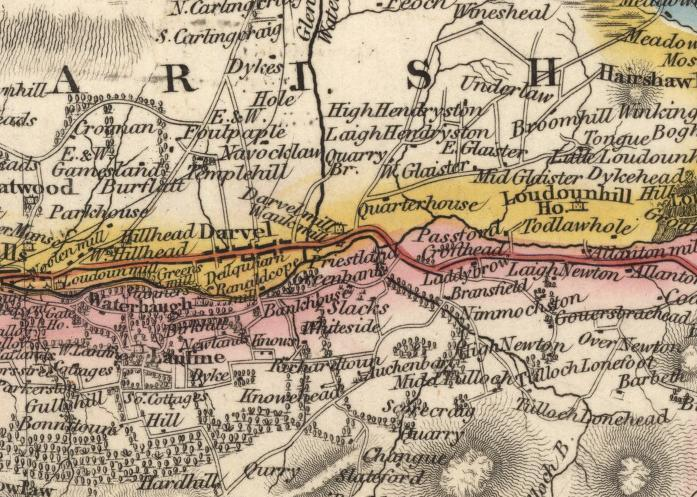
Mapa de Darvel, 1832, realizado por John Thomson (1777—1840)

Darvel está situado en la carretera A71 que va desde Irvine en la costa del oeste hasta Edimburgo en el este. La ciudad está a nueve millas al este de Kilmarnock y es la más oriental de las ciudades del valle, siendo las otras Galston y Newmilns.
La ciudad estuvo en algún momento conectada con Stonehouse (vía Strathaven) por el Caledonian Ferrocarril. Sin embargo, la línea estuvo cerrada por el LMS antes de la Segunda Guerra Mundial. La rama de la ferrovía Glasgow and South Western Railway, que conectaba con Kilmarnock sobrevivió por mucho tiempo y estuvo cerrada en 1964 como parte del Plan Beeching. Gran parte de la ruta de la ruta de ambos el ferrocarril viejo las líneas sigue en existencia, a pesar de que las vías desaparecieron hace mucho tiempo y que muchos puentes de carretera han sido sacados. Había un viaducto grande al este de la ciudad, en el lea de Loudoun Cerro, el cual llevó la línea de ferrocarril sobre el valle. Esto era aun así, derribado en 1986, y sólo el piers queda.
El Río Irvine fluye a través de la ciudad y una vez proveyó energía a molinos locales.

## Historia

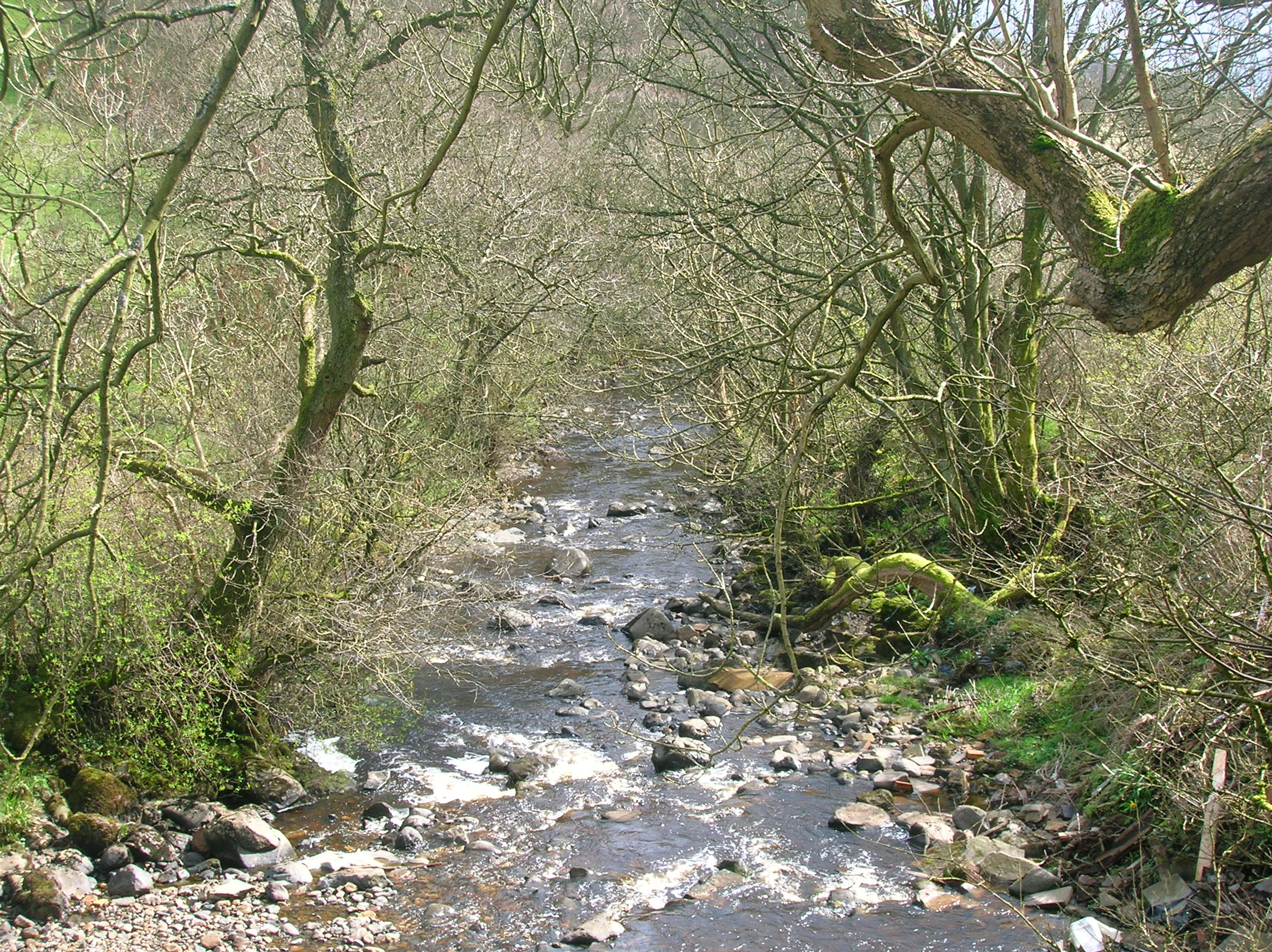
Una vista del Glen Agua en Puente de Ley en Darvel

Aunque se dice que la ciudad moderna de Darvel se construyó a finales del siglo XVIII, se han encontrado establecimientos romanos en la base de Loundoun Hill, en Allanton Plain. El nombre Darvel constó en cartas viejas como variaciones de 'Dernvale' o 'Darnevaill' y puede derivar de una palabra inglesa vieja 'derne' qué medio 'escondido.'
Señor William Wallace, el luchador de libertad escocés, también ha sido asociado con el área. siglo XV minstrel Ciega Harry escribió en su poema El Wallace que Wallace y sus hombres derrotados una fuerza inglesa en el cerro en 1296 durante las Guerras de Independencia escocesa. Harry ciego también dice de cómo el general inglés, Fenwick, quién el padre de Wallace matado presuntamente, fue asesinado durante la batalla. Mapas del área ahora nombra un mound al este de Loudoun Cerro cuando 'Wallace' Grave'. Una batalla entre Robert el Bruce y el inglés era también luchado allí el 10 de mayo de 1307.
La tierra en qué Darvel estuvo construido estuvo poseído por Condes de Loudoun y sea John Campbell , 4.º Conde de Loudoun quién empezó la ciudad moderna en 1754 cuando unos ingresos para la propiedad. Por 1780, la población había aumentado a encima 400. Loch Puerta o Gait era una vez un significativo loch cercano a la granja de aquel nombre, aun así sea en gran parte drenado para agricultura en el siglo XIX.
En 1876, el arte de que hace encaje estuvo introducido a la ciudad y muchos molinos estuvieron construidos para mantener arriba con la demanda. El mercado secó arriba en el siglo XX y muchas fábricas estuvieron forzados para cerrar.

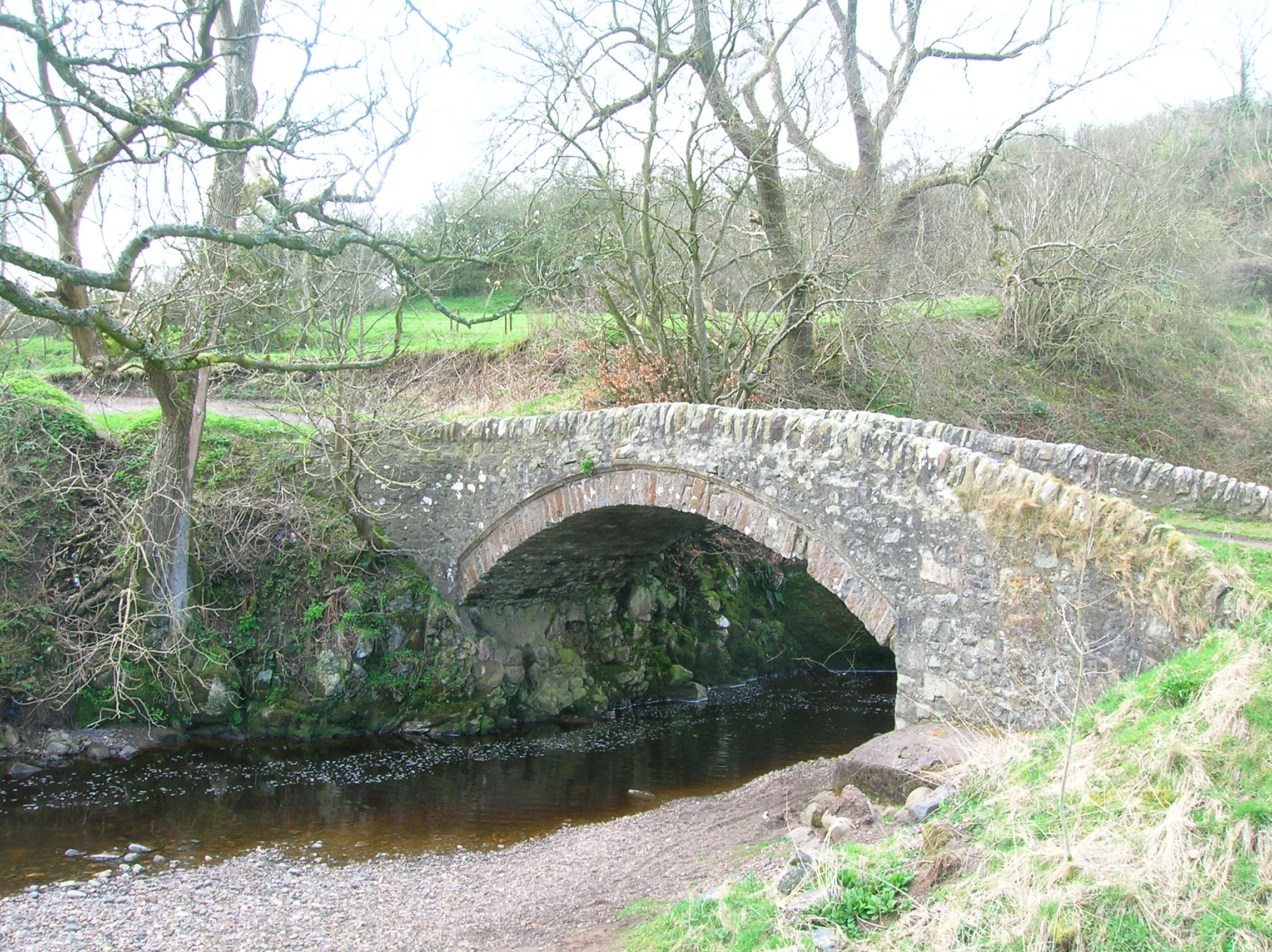
El Puente de Ley sobre el Glen Abreva cercano Darvel, 2007

También de la nota en la ciudad es Escocia único 24-hora museo telefónico, corrido por ingeniero retirado Max Flemmich. Hay dos fútbol local equipos. Darvel F.C., un joven (semi-profesional) equipo, basado en Parque de Recreación, juego en el Ayrshire Liga de Joven y Darvel Victoria, el equipo amateur local, quiénes juegan sus juegos en el Centro de Deportes de Hamilton de Gavin.

### Atracciones principales
Hay un Ayuntamiento, un Centro de Deportes (Centro de Deportes de Hamilton de Gavin), y dos juego-parques (Kirkland Parque y Morton Parque).
Darvel FC el estadio viejo ahora pertenece a Darvel Jóvenes. hay también campos de fútbol en el Morton Parque y en el Centro de Deportes, el cual juega anfitrión a Darvel equipo de fútbol amateur, Darvel Victoria es, juegos de casa. Ha Habido una jaula de deportes nueva construyó, gusta los en vecinos Newmilns y Galston etc., es elegible para pequeño-sided juegos de fútbol y baloncesto, y está localizado entre el Centro de Deportes de Hamilton de Gavin, y un patinar el parque ha sido construido qué es muy popular localmente.
Un Día de Gala está aguantado cada dos años , el cual atrae muchos visitantes, tan hacer los varios festivales y los días abiertos aguantaron en la ciudad. hay el Darvel Iglesia Parroquial y la Señora de la Capilla de Valle. hay un Bowling Club también, el cual aguanta acontecimientos para el más jóvenes y más viejos.
Hay unos cuantos pubs en Darvel - 'La Herradura', 'El Toro Negro' y 'El Ferrocarril'. Hasta que 2006 había también El Turf Hotel, pero ha ahora cerró.

### Monumentos
Monumento de guerra
El Darvel Monumento de Guerra está situado en Hastings Plaza en el centro de la ciudad. Es un obelisco de granito gris ligero con una base cuadrada. El lado Del este es llanura aparte de 1914-18 incised en la base. El lado del oeste es similar pero con 1939-45 incised en la base. El lado del norte tiene un carved cruz en el punto más alto con un laurel de alivio del bronce wreath inmediatamente abajo. Hacia la base del obelisco es las palabras:
Entonces hay 5 columnas de nombres en alivio en una placa de bronce y, en el lado del sur, los nombres son etched a la piedra en dos columnas.
Alexander Fleming
Un monumento en Lochfield la granja conmemora el nacimiento allí, el 6 de agosto de 1881, de Alexander Fleming, descubridor de penicilina. Esté levantado en 1957 y regilded en 2009 por sus dueños actuales Philip y Heather Scott. El monumento restaurado estuvo descubierto por Fleming biógrafo Kevin Brown en la presencia de Provost Stephanie Young. Otro conmemorativo con un busto por E.R. Bevan Y un jardín está situado en Hastings Plaza.
SAS Monumento
hay un conmemorativo de honrar los hombres y agentes del 1.º Aire Especial Servicio (SAS) Regimiento que, bajo la orden de Lt. Col. R. B. Mayne, era stationed en Darvel durante la parte temprana de 1944. El conmemorativo @– localizado hacia el fondo de Carretera de Quemadura, toma la forma de un mojón de piedra con una placa de granito negra que aguanta el inscription:
El monumento estuvo descubierto por Provost Jimmy Boyd el 2 de noviembre de 2001. Miembros del SAS era en el Verde de Ciudad para ver la ceremonia de descubrir.

### El Dagon Stone
El RCHAMS el sitio web lista este unhewn olivine monolito como 'posible' estando piedra. Es bastante curioso y su medida general y la forma sugieren un prehistórico estando piedra. Tiene doce pequeño conectó las depresiones extendidas encima tres de sus lados. Estos han sido dichos para enlazar la piedra a observaciones astronómicas y al mediodía-altura de sol del día en mid-verano. Esto enlazaría la piedra a poderes que dan vida, fertilidad y prosperidad.
En 1821 un local blacksmith sujetó una ronda sandstone pelota hasta arriba de él con una barra de hierro. Quién o por qué es desconocido. Es 1.6m alto y su posición original es también desconocida. Lo Utilizado para estar en qué es ahora la calle principal, al final de Ranoldcoup Carretera cuando mostrado por una fotografía vieja, y estuvo movido a la plaza de ciudad (NS 563 374) cuándo la carretera estuvo ensanchada.

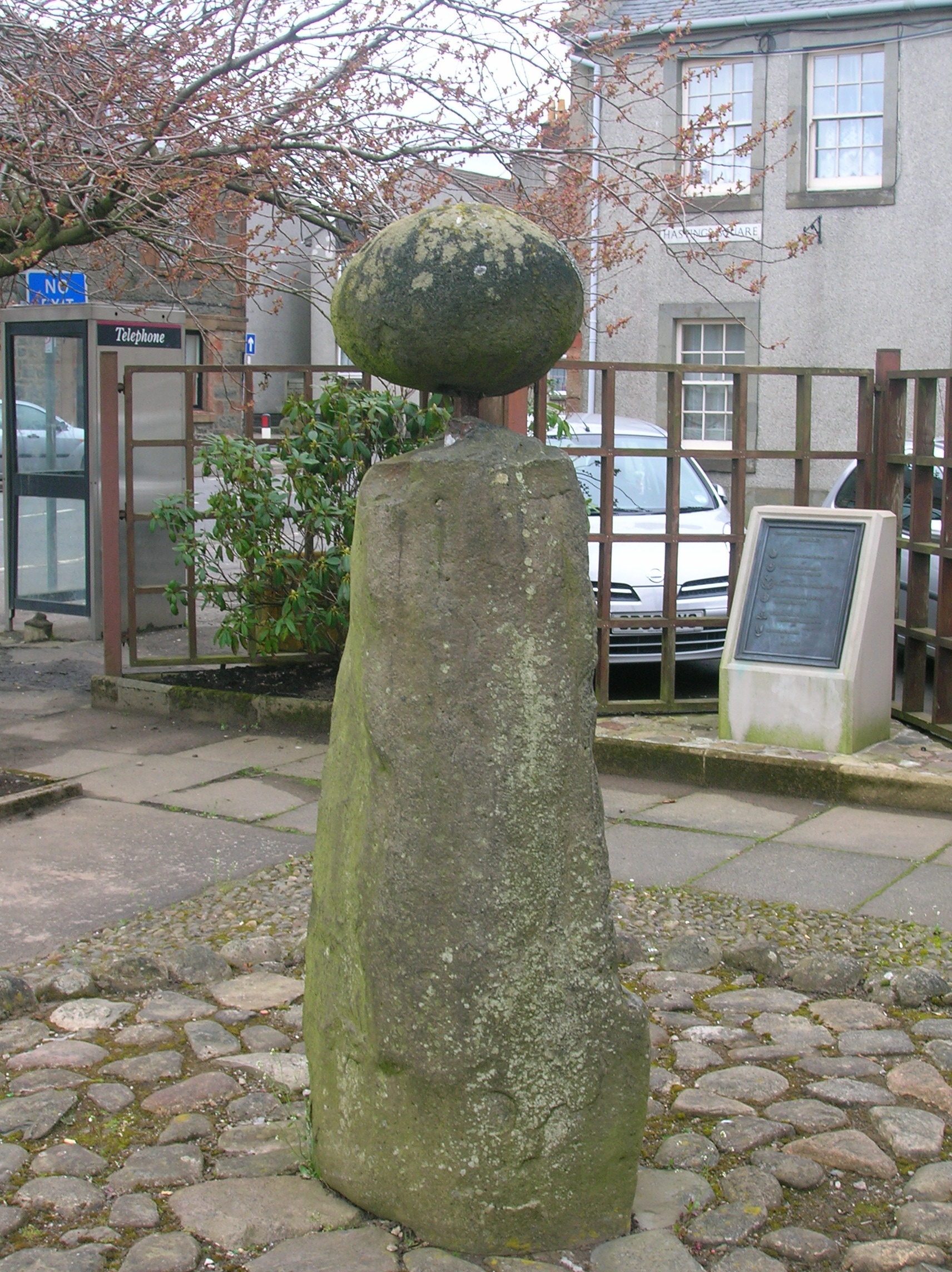
El Dagon piedra en Hasting Cuadrado, Darvel, 2007

La documentación muestra que con anterioridad al siglo XIX messings-aproximadamente, newlywed pares y sus partidos de boda marched alrededor él para suerte buena, acompañado por un fiddler. Procesiones de boda también utilizadas para andar tres tiempo sunwise alrededor del Dagon piedra en el camino a la casa de la novia.
El desfile anual o "Prawd", originalmente agarrado el día del año Nuevo viejo, al mando de la banda de pueblo utilizó para andar sunwise alrededor del Dagon piedra como marca de respeto supersticioso.
Dagon Es también el nombre de un Philistine dios, quién era a medias-hombre a medias-peces. Pero con un acento escocés sin duda deriva de algo mucho más cercano a casa (suponiendo no es justo la invención romántica de un victoriano antiquary); 'dogon' es un Scots plazo para un worthless persona, un villano y esto podrían por la asociación ha sido una de las piedras de santuario asociaron con la iglesia. Es reminiscent del Clackmannan piedra o Piedra de Mannau en Clackmannanshire.

### Darvel Encaje
En 1876 encaje que hace estuvo introducido al Irvine Valle por Alexander Morton, y los molinos empezaron para saltar arriba en Darvel y cercano Newmilns. Los productos del valle estuvieron exportados durante el mundo, con India que proporciona un mercado particularmente grande para encaje, muselina y madras. Darvel Devenía sabido como la "Ciudad de Encaje" y Darvel el encaje era sabido durante el mundo.
Fábricas en la ciudad también diversificada a otro textiles, hasta el tardío @1970s, cuándo la industria luchó para competir con textiles fabricado en India, China y otros países Del este Lejanos. La disminución era veloz. Por el fin del siglo XX, casi todas las fábricas habían cerrado. Muchos estuvieron vacíos para algunos años, pero casi todos ahora han sido derribados para hacer manera para albergar propiedades.
El encaje es todavía hecho en el Irvine Valle, y encaje hecho localmente las cortinas utilizaron para colgar en casi cada ventana en la ciudad. Aun así, la última fábrica de encaje en Darvel ahora ha cerrado, los telares estuvieron movidos a cercanos Newmilns, el cual es en casa al último encaje restante fábrica en el área.

### Deporte
Un speedway pista de formación estuvo construida por labradores locales (el Craig Hermanos) en un carbón bing (colliery estropea heap) cercano a la ciudad en el temprano @1980s. Un equipo que representa Darvel corrido en la Liga de Joven escocesa con fixtures escenificado en Blantyre, Edimburgo y Berwick.
Darvel Tiene un equipo de fútbol en nivel de Joven, y un equipo amateur también, Darvel Victoria.

### Personas notables
- Sir Alexander Fleming, el descubridor de penicilina nació en Lochfield
- Christine Borland, artista
- John Morton Boyd, zoolologist
- Sammy Cox, futbolista, Rangers F.C.
- Gordon Cree, compositor y director
- Allan Gilliland, compositor
- Alexander Morton, pionero de la industria de encaje en Escocia[9]
- Señor James Morton, knighted para su contribución al Reino Unido dyestuffs industria[10]
- Craig Samson, futbolista, Kilmarnock F.C.
- Alex Smith, futbolista, Rangers F.C. Y Escocia
- Nicol Smith, futbolista, Rangers F.C. Y Escocia
- Tom Wylie, futbolista, Reina del Del sur F.C. Y Blackburn Rovers
- Matthew Richmond, pionero de la industria de ternera canadiense, fundador de canadiense Vistió Carnes.